# Proyecto X (Argentina)

Bandera de Gendarmería Nacional.

El Proyecto X es una unidad especial de Gendarmería Nacional Argentina que contaría con una base de datos creada en el año 2002 y actualizada en el año 2006. En octubre de 2017 se reveló que el proyecto no había sido desmantelado y estaba siendo utilizado para espiar a la familia de Santiago Maldonado.

## Historia

### Denuncia periodística
El diario Página/12  en noviembre de 2011 dio a conocer la denuncia judicial donde gendarmes se “entremezclaron en la multitud vestidos de civil para identificar a los cabecillas” de las manifestaciones y que en el caso del exdelegado de Kraft Ramón Bogado, informaron sobre reuniones que se hicieron en su casa y lo que allí se decidía. Legisladores de la oposición pidieron que la Ministra de Seguridad Nilda Garré vaya al Congreso para dar explicaciones sobre la acusación.
En febrero de 2012, Garré afirmó en conferencia de prensa que el Proyecto X era una herramienta informativa, y desmintió que se tratara de un plan secreto de espionaje, aclarando que dicho sistema se encontraba regulado por ley y que no había sido utilizado en protestas sociales.

### Averiguación de responsabilidades
El gobierno reaccionó descabezando a la cúpula de la Gendarmería Nacional, mediante la jubilación de 19 de los 30 comandantes de la Gendarmería, decidida por la ministra de Seguridad, Nilda Garré, si bien confirmó en el cargo de comandante general de la fuerza a Héctor Schenone, quien días antes había reconocido ante el juez interviniente la existencia y ejecución del 'Proyecto X' y al jefe de Inteligencia Criminal, comandante Marcelo Martinengo, supuesto responsable directo de las tareas de espionaje político. En respuesta a la polémica levantada en el ámbito nacional, la ministra de Seguridad Nilda Garré intervino la inteligencia de Gendarmería Nacional. Posteriormente, Garré pasó a retiro a 19 comandantes de la fuerza.

### Investigación judicial
Mediante un pedido judicial sobre informes del Proyecto X e intervenciones por parte de Gendarmería Nacional, se dio a conocer un informe en el que se especifica el accionar de mencionada base de datos, firmado por Héctor Schenone. Según el documento es una base de datos que "se utiliza como herramienta de análisis y orientativa en causas judiciales, así como en apoyo informativo a Unidades Operativas, de Investigaciones Judiciales e Inteligencia Criminal". La base de datos cuenta con información como "nombres, teléfonos, direcciones, apodos, vinculaciones, vehículos, lugares, peritajes, etc.". Y detalla que su función principal es "auxiliar el trabajo de entrecruzamiento de datos (comunicaciones telefónicas –por informe judicial-, lugares, personas, períodos de tiempo, etc.) a los fines de una mejor investigacióncriminal judicial".
Por su parte, la ministra Nilda Garré lo definió como:

“El Proyecto X es un sistema informático de inteligencia criminal para la investigación de delitos complejos. Es una base de datos con vinculadores que permiten entrecruzar información y acelerar el análisis en determinadas circunstancias”.
Nilda Garré.

Además afirmó que el sistema fue utilizado en 285 causas judiciales desde el año 2006 hasta principios de 2012.
Según el informe brindado por Gendarmería, el encuadre de los tres sistemas que poseen (el SAG, el SGO y el Proyect X) se utilizan ante la presunta comisión de un delito de acción pública, según el artículo 183 del Código Procesal, en el que el personal de la fuerza podrá realizar tareas en “forma discreta o encubierta con el fin de impedir que cometidos sean llevados a consecuencias ulteriores, individualizar a los culpables y reunir las pruebas para dar base a la acusación”.
La ley no impide hacer inteligencia para investigar un delito mientras que se envíe el material a la justicia. Aunque los informes otorgados a la justicia por parte de Gendarmería son extremadamente detallados.
El juez Norberto Oyarbide investigó el accionar por parte de Gendarmería y el Proyecto X en una causa relacionada con una protesta por despidos de trabajadores de la firma Kraft.

### Proyecto X durante el gobierno de Cristina Fernández de Kirchner
En mayo de 2012, luego de un operativo de Gendarmería que interceptó un cargamento de cocaína, la presidenta Cristina Kirchner afirmó:

“Un joven gendarme detuvo el camión y fue a constatar los antecedentes del conductor, que quedó detenido, y resulta que figuraba en la base de datos del Proyecto X. ¿Se acuerdan de las tapas de diarios que nos comimos sobre que la Gendarmería tenía un Proyecto X que investigaba y seguía a los políticos, y que habíamos armado una red de espionaje?”.
Cristina Kirchner.

### Proyecto X durante el gobierno de Mauricio Macri
En agosto de 2016 Patricia Bullrich, la ministra de Seguridad del gobierno de Mauricio Macri, publicó una foto en sus redes sociales para mostrar el nuevo Centro de Comando y Control de la Gendarmería, sin advertir que se observaba en una de las pantallas que Gendarmería estaba controlando lo que los usuarios decían y publicaban en sus cuentas y en las redes sociales.
En el marco por la desaparición de Santiago Maldonado durante el gobierno de Mauricio Macri, el 13 de octubre de 2017 la diputada del FIT, Myriam Bregman, patrocinada por Liliana Mazea y Matías Aufieri del CeProDH, denunció penalmente a Gendarmería por espionaje ilegal a la familia Maldonado y organismos de derechos humanos. Según la investigación que lleva el juez Gustavo Lleral sobre el caso la Gendarmería Nacional de Argentina realizó tareas de espionaje a la familia de Maldonado, que fueron realizados días después de la desaparición del joven argentino, y se conocieron tras un hallazgo en las pericias que se efectuaron a los teléfonos de miembros de la Gendarmería. Un total de siete documentos con información de inteligencia fueron encontrados por la Policía Federal argentina, material que ocupó unas 20 hojas del expediente, en el que se puede corroborar que la Gendarmería espió de manera ilegal a la familia Maldonado.
La denuncia  recayó en el juzgado de Sebastián Casanello, donde Myriam Bregman aportó pruebas a la causa y denunció que la Gendarmería Nacional realizó espionaje ilegal sobre la familia de Santiago Maldonado. Sergio Maldonado denunció tener “el teléfono pinchado”, y las nuevas revelaciones del expediente judicial demuestran que los gendarmes también hicieron un seguimiento de los pasos de su hermano desaparecido.

## Críticas a Proyecto X

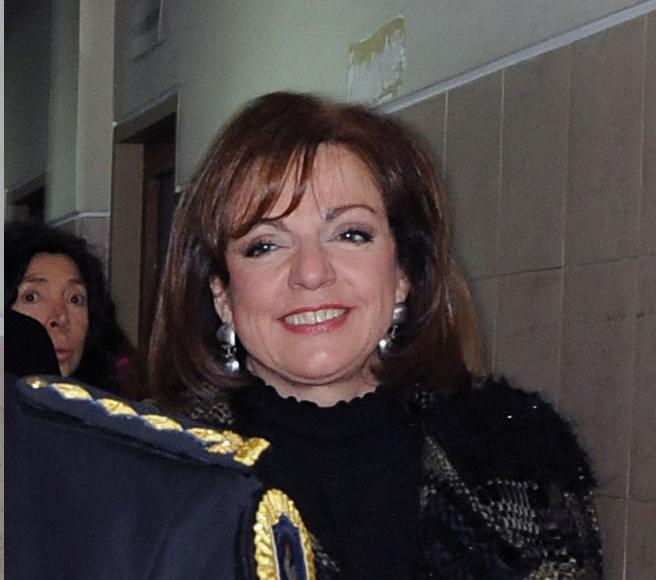
Nilda Garré.

Según Myriam Bregman, excandidata a presidente, se trata de un refinado aparato de vigilancia de ciudadanos que incluye hasta características de personalidad y que las operaciones son realizadas con los agentes vistiendo ropa de civil. Al respecto opinó "Lo único que falta es que la Presidenta diga que también es un invento y un escandalete que Jorge Julio López esté desaparecido desde el año 2006."

"Esto me retrotrae a épocas de la dictadura, lo siento como una invasión ¿Por qué nos tienen que investigar? Una persona como yo, de mi edad y de lucha no tiene por qué aparecer varias veces identificada por estar en una movilización. Ya he sufrido mucho, no hay necesidad de volver a pasar por esto"
Elia Espen

Los movimientos sociales que apoyan al kirchnerismo también rechazaron el Proyecto mediante el dirigente Luis D’Elía, quien además declaró confiar en que el Gobierno revertirá la situación.
En una declaración fechada el 1° de abril de 2013 la Asamblea Permanente por los Derechos Humanos expresó su solidaridad y acompañamiento con todos aquellos dirigentes y activistas sociales que fueron investigados en el marco del proyecto y reclamó el esclarecimiento y las sanciones a los responsables, si correspondieren.
El titular de Gendarmería, Héctor Schenone, admitió la existencia del Proyecto X, aunque negó que tuviera como objetivo espiar a dirigentes sociales.
El senador kirchnerista y ex jefe de Gabinete Aníbal Fernández desmintió la existencia del Proyecto X, pero el periodista Horacio Verbitsky, dijo que Fernández no sólo conocía su existencia, sino que además lo impulsó.
Las noticias de este escándalo tuvieron alcance internacional, calificándose en el exterior como una iniciativa «orwelliana» y de «policía política».
El padre Pepe, reconocido por su lucha contra el narcotráfico y uno de los que habría sido espiado por las fuerzas de seguridad a cargo del ministerio conducido por Nilda Garré, comparó el Proyecto X con la dictadura:

Me ponen como simpatizante de un partido político cuando en realidad nunca me declaré simpatizante de ninguno. La iglesia es para todos. Está errado. Nuestra iglesia está abierta para todos y siempre entró gente de diversos pensamientos.

Lo sentí como la época de la dictadura.